# Kong Christian X's Erindringsmedalje for Deltagelse i Krigen 1940-45
Kong Christian X's Erindringsmedalje for Deltagelse i Krigen 1940-45 var en dansk medalje for deltagelse i de allieredes krigsindsats mod Tyskland i Anden Verdenskrig.

## Oprettelse
Medaljen blev oprettet 3. maj 1946 af Kong Christian X. efter henstilling fra udenrigsminister Gustav Rasmussen.

## Formål
Formålet med medaljen var at belønne danskere som havde gjort militærtjeneste i de allieredes væbnede styrker eller støtteorganisationer.

## Medaljens udseende
Medaljen er fremstillet af sølv og har en diameter på 31 mm.
Forsiden bærer kong Christian X højrevendte portræt.
Inskriften lyder "CHRISTIAN X • MIN GUD • MIT LAND • MIN ÆRE".
Bagsiden har indskriften "FOR / DELTAGELSE / I ALLIERET / KRIGSTJENESTE / 1940-45" på fem linjer.
Medaljen er udstyret med en krone og er ophængt fra et rødt bånd med fire smalle hvide striber hvor herrernes bæres medaljen på krydsbånd, medens kvindernes bånd er udformet som en sløjfebånd.

### Designer
Medaljens designer var Harald Salomon og præget på Den Kongelige Mønt i København.

## Forudsætning for tildeling
Medaljen blev tildelt danskere, som havde et godt ry samt havde meldt sig til frivillig tjeneste hos de allierede efter den tyske besættelse af Danmark.
Medaljen kunne tildeles posthumt og blev givet til pårørende.
Tildeling skete ved kongelig anordning efter indstilling fra udenrigsministeren.
Der blev tildelt 905 medaljer, omkring 10% var kvinder.

## Modtagere
Blandt andet har følgende personer modtaget udmærkelsen:
- Kell Antoft[1]
- Ejnar Balling
- Kaj Birksted
- Joan Ingeborg Bostrøm
- Carl Johan Bruhn
- Thorvald Emanuel Andersen [2]
- Harry Christian Faurschau
- Jutta Graae[3]
- Jens Henning Fisker Hansen
- Erik Christian Haugaard
- Kaj Ivan Ibsen[4]
- Holger Christen Jensen
- Flemming Juncker
- Harald Langberg
- Gunnar Martin Harald Langberg[5]
- Anders Lassen
- Jens Lillelund
- Ole Lippmann
- John Christmas Møller
- Christian Frederik Verner Baron Rosenkrantz
- Christian Michael Rottbøll
- G.H. Schaumburg[6]
- Svend Truelsen
- Georg Rhod Hansen [7]